# Eudemó d'Alexandria
Eudemó d'Alexandria (en llatí Eudaemon, en grec antic Εὐδαίμων) fou un esportista grec nascut a Alexandria que van obtenir un triomf als jocs olímpics.
Va obtenir el triomf en la competició de carreres a peu en la distància d'un estadi (aproximadament 192 metres), a l'olimpíada 237, l'any 169.